# Louis Coatalen
Louis Hervé Coatalen (11 de septiembre de 1879-23 de mayo de 1962) fue un ingeniero y piloto automovilístico nacido en Bretaña, pionero  del diseño y desarrollo de motores de combustión interna para coches y aeronaves. Pasó gran parte de su vida en Gran Bretaña y se nacionalizó británico.

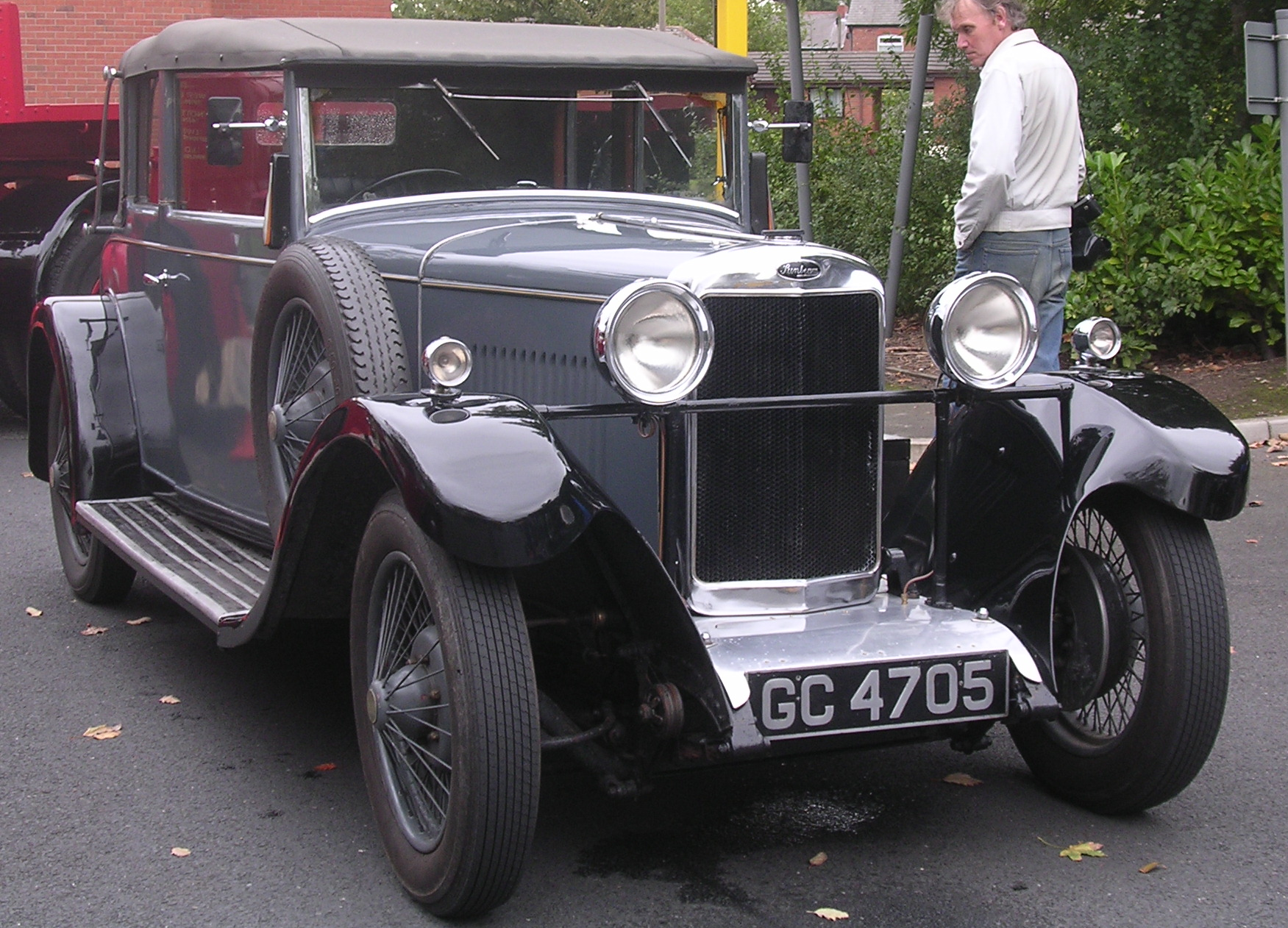
Sunbeam 16 drophead coupé (1930), diseñado por James Young

## Primeros años
Coatalen era el segundo hijo de J. Coatalen. Nació en la ciudad de Concarneau, un puerto pesquero bretón.  Estudió ingeniería en la École des Artes et Métiers en Cluny (Francia).

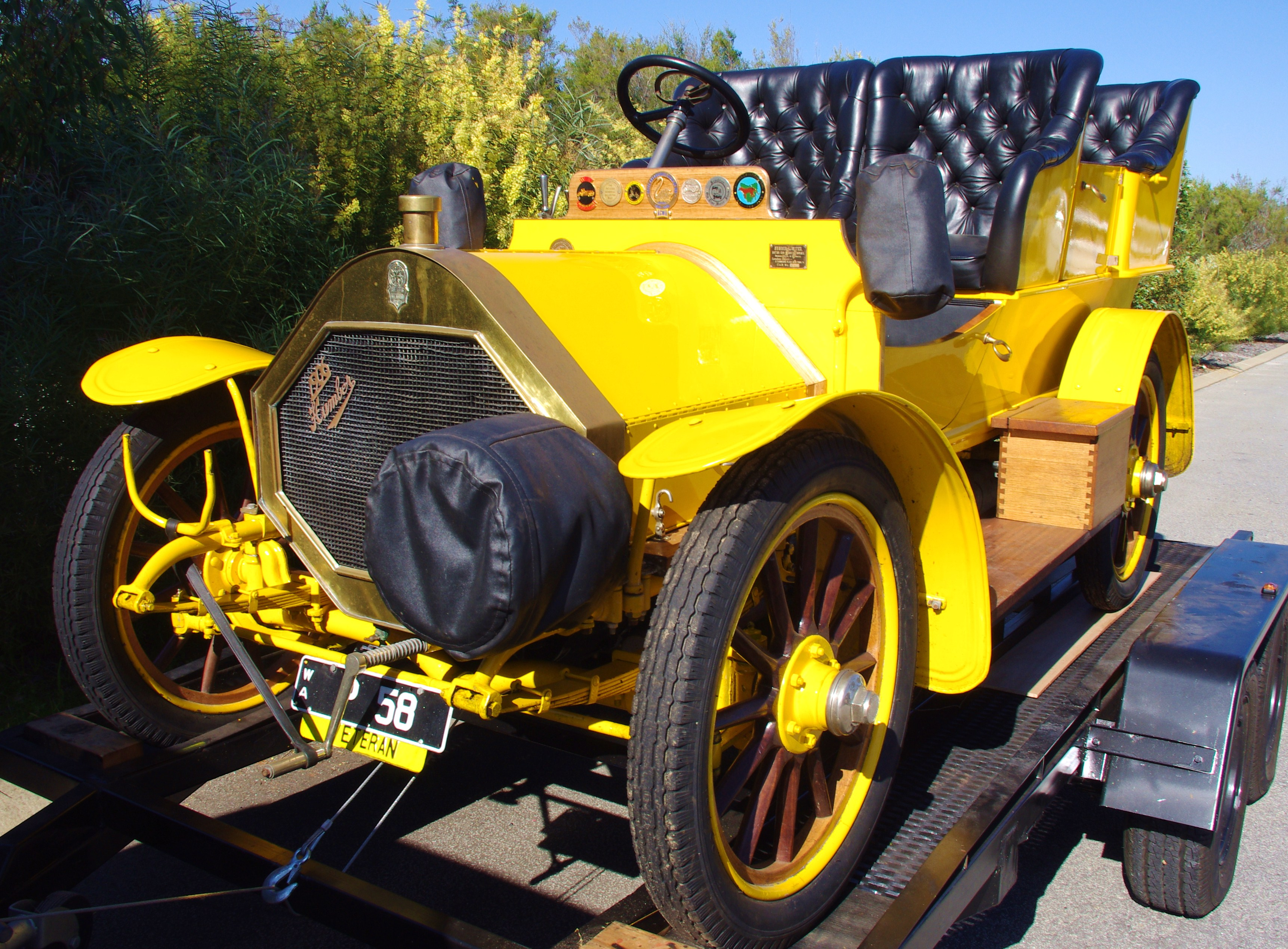
Humber 10-12 (1906)

## Carrera
Después de formarse con De Dion-Bouton, Clément y Panhard et Levasseur, partió de Francia para trabajar en Inglaterra en 1900. Después de un corto periodo en la compañía Crowden Motor Car, se incorporó al fabricante de automóviles Humber en 1901, convirtiéndose más adelante en su ingeniero jefe, y diseñando los modelos 8-10 y 10-12. Tuvieron un gran éxito, pero su diseño era, inusualmente para Coatalen, totalmente convencional.
En 1906, con 27 años, se asoció con el fabricante  de bicicletas William Hillman. En 1908 pilotó su deportivo Hillman-Coatalen en la carrera del Tourist Trophy de la Isla de Man.

### Sunbeam
La breve sociedad se disolvió en 1909 y Coatalen se trasladó de Coventry a Wolverhampton para incorporarse a Sunbeam. Fue nombrado director general adjunto (con William M. Iliff) en 1914.

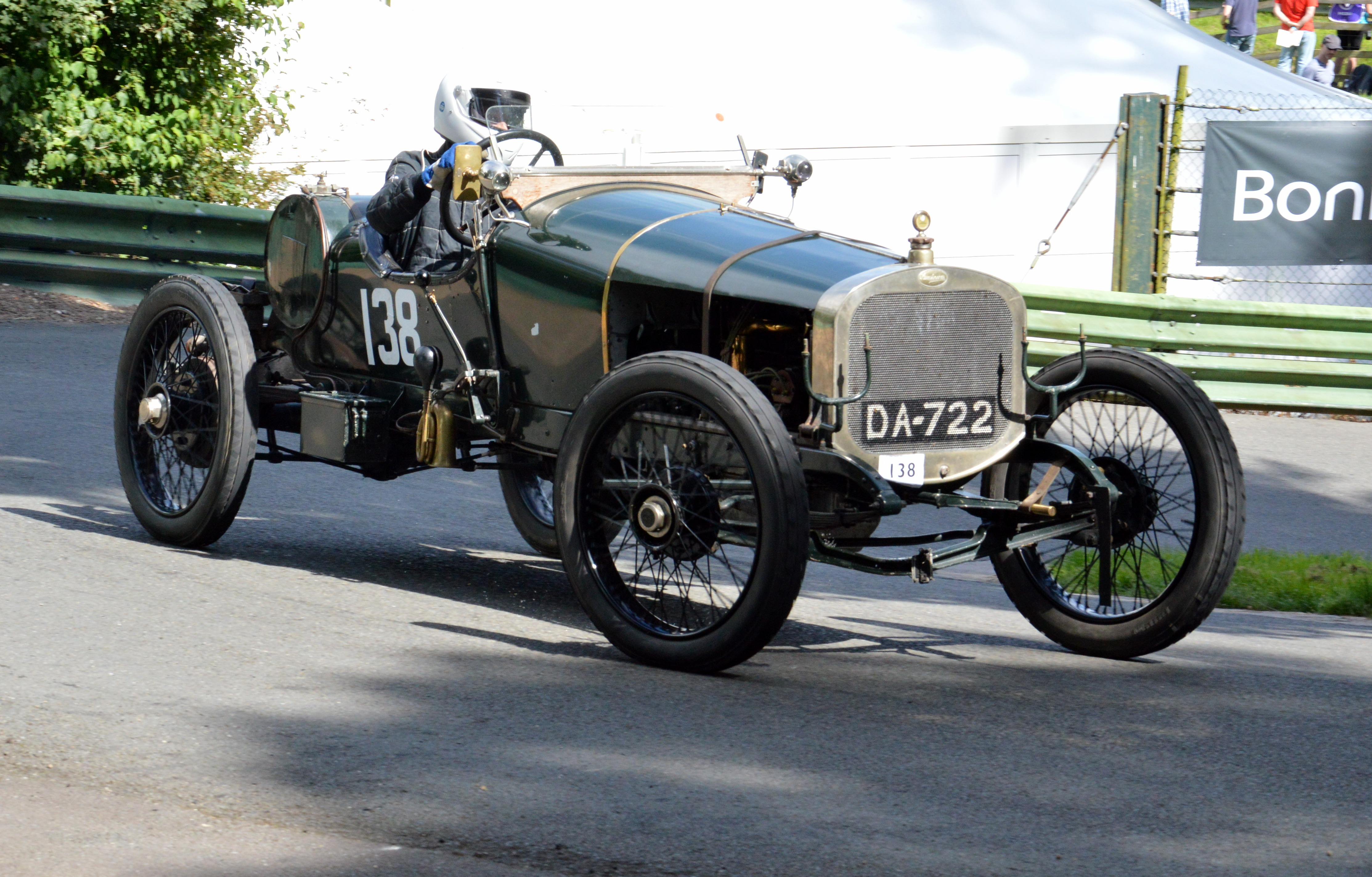
Sunbeam 12-16 deportivo (1913)

#### Sunbeam 12-16
Su primer diseño fue uno de los automóviles ligeros más singulares de su época. En 1912 tres coches 12-16 coparon los tres primeros puestos en la Copa de los Dos Días Automovilísticos de Dieppe en la categoría de 3 litros. El primero de los tres coches además fue también el tercero en la categoría de Grand Prix. Pero sus diseños empezaron a ser menos innovadores rápidamente y se empezó a inspirar en los desarrollos de Peugeot más que en los suyos propios.

#### Carreras de Grand Prix
Los Sunbeam ganaron las carreras del Tourist Trophy en 1914 y 1922. Así mismo, tres Sunbeam coparon el podio en el Gran Premio de Francia de 1923, con un diseño que se comentó que debía mucho a los desarrollos de Fiat.

### Motores aeronáuticos
Durante la Primera Guerra Mundial diseñó motores de aviación para Sunbeam. Cuando Coatalen murió en 1962, Lord Sempill escribió en The Times que: "Coatalen fue uno de los tres diseñadores principales de los motores de aeronaves y dirigibles utilizados por el Real Servicio Aéreo Naval en la Primera Guerra Mundial. Los otros dos eran W O Bentley y sir Henry Royce".
Sunbeam produjo una mayor variedad de motores aeronáuticos que cualquier otro fabricante durante la guerra. W O Bentley dijo que esto era debido "en parte porque Coatalen era muy bueno vendiendo ideas al Almirantazgo y a la Oficina de Guerra".
Había sido nombrado director de S T D Motors cuando en 1920 Sunbeam se fusionó con Clément-Talbot y con Darracq para formar S T D Motors Limited, pero prefirió permanecer como ingeniero jefe de Sunbeam. Más adelante se hizo cargo de la oficina técnica y de diseño de todas las filiales de S T D.

### Éxito de los Talbot-Darracq de 1.5 litros
Su interés principal siempre estuvo en los coches de carreras. Sus victorias catapultaron a los Sunbeam a lo más alto del escalafón de la competición internacional, con el éxito legendario del Coupe de l'Auto de 1912 al ganar el Tourist Trophy de 1914 y el de 1922, además del Grand Prix de 1923 y de 1924. Coatelen colaboró en los Sunbeam de Grand Prix de 1922 con el diseñador industrial más importante, Ernest Henry, y contó con algunos de los más respetados pilotos del momento (como Henry Segrave, Jean Chassagne y Kenelm Lee Guinness) al volante de sus coches.
En 1926 el departamento de carreras de Sunbeam se integró en la STD y se trasladó a Suresnes, cerca de  París. A pesar de que Coatalen continuó trabajando al principio en Wolverhampton, acabó pasando la mayor parte de su tiempo en París.
Bajo la dirección de Coatalen, Sunbeam fue uno de los primeros fabricantes británicos en equipar sus coches con frenos en las ruedas delanteras. Otras de sus innovaciones incluían el equilibrado de las ruedas (una técnica también atribuida a Sig Haugdahl), la colocación de una bomba de aceite en el cárter, y fue uno de los primeros defensores de los amortiguadores.

### Récords de velocidad
Sunbeam se implicó intensamente en batir el récord de velocidad en tierra, incluyendo el exitoso coche 1000HP de 1927 y el fallido Silver Bullet de 1930. Louis Coatalen diseñó los motores del primer coche en superar las 150 millas por hora y el del primer coche en superar las 200 millas por hora, el Sunbeam 1000HP de 1000 caballos de potencia conducido por Henry Segrave.
|  |  |  |

Tras la venta de su participación en S T D, Coatalen tomó el control de la rama francesa de la compañía de mecanismos hidráulicos Lockheed, y con los ingresos obtenidos de esta empresa se compró un yate y una villa en la Isla de Capri.
Durante la Segunda Guerra Mundial vivió en Francia y continuó viviendo allí hasta su muerte repentina en París en 1962, a los 82 años de edad.

### Matrimonios
Louis Coatalen se casó cuatro veces: en 1902 con Annie Ellen Davis (divorciado en 1906), en 1910 con Olive Bath (hija de un directivo de Sunbeam, Henry J Bath), en 1923 con Iris van Raalte, Graham de soltera, y en 1934 con Ellen Bridson, conocida en familia como Dickie. No hay constancia de ningún matrimonio con algún miembro de la familia Hillman.

## Impresario
Anthony S Heal, experto en Sunbeam, escribió en el obituario de Coatalen publicado por The Times que "se podía describir a Coatalen como un impresario de la industria del motor. Dirigía e inspiraba a otros para conseguir milagros, que ellos mismos no habrían creído posibles."
W O Bentley lo describió como "no solo un hombre de negocios de primera clase que amasó (y perdió) una gran cantidad de dinero en su vida activa con los Sunbeam; tenía otras cualidades que creo que incluso eran mejores; era extremadamente educado y divertido y un enorme narrador de historias, y estaba dedicado a las carreras de coches".